# COPG
Koatomerna podjedinica gama je protein koji je kod ljudi kodiran  genom.

## Interakcije
Za COPG je pokazano da formira interakcije sa dopaminskim receptorom D1,  i COPB1.

## Literatura
- Lowe M, Kreis TE (1997). „In vivo assembly of coatomer, the COP-I coat precursor.”. J. Biol. Chem. 271 (48): 30725—30. PMID 8940050. doi:10.1074/jbc.271.48.30725.
- Pavel J, Harter C, Wieland FT (1998). „Reversible dissociation of coatomer: functional characterization of a beta/delta-coat protein subcomplex.”. Proc. Natl. Acad. Sci. U.S.A. 95 (5): 2140—5. PMC 19276 . PMID 9482852. doi:10.1073/pnas.95.5.2140.
- Fischer KD, Helms JB, Zhao L, Wieland FT (2000). „Site-specific photocrosslinking to probe interactions of Arf1 with proteins involved in budding of COPI vesicles.”. Methods. 20 (4): 455—64. PMID 10720466. doi:10.1006/meth.2000.0958.
- Eugster A, Frigerio G, Dale M, Duden R (2000). „COP I domains required for coatomer integrity, and novel interactions with ARF and ARF-GAP.”. EMBO J. 19 (15): 3905—17. PMC 306616 . PMID 10921873. doi:10.1093/emboj/19.15.3905.
- Hu RM; Han ZG; Song HD (2000). „Gene expression profiling in the human hypothalamus-pituitary-adrenal axis and full-length cDNA cloning.”. Proc. Natl. Acad. Sci. U.S.A. 97 (17): 9543—8. PMC 16901 . PMID 10931946. doi:10.1073/pnas.160270997.
- Sullivan BM; Harrison-Lavoie KJ; Marshansky V (2000). „RGS4 and RGS2 bind coatomer and inhibit COPI association with Golgi membranes and intracellular transport.”. Mol. Biol. Cell. 11 (9): 3155—68. PMC 14982 . PMID 10982407.
- Hahn Y; Lee YJ; Yun JH (2000). „Duplication of genes encoding non-clathrin coat protein gamma-COP in vertebrate, insect and plant evolution.”. FEBS Lett. 482 (1–2): 31—6. PMID 11018518. doi:10.1016/S0014-5793(00)02033-0.
- Paulsson KM; Kleijmeer MJ; Griffith J (2002). „Association of tapasin and COPI provides a mechanism for the retrograde transport of major histocompatibility complex (MHC) class I molecules from the Golgi complex to the endoplasmic reticulum”. J. Biol. Chem. 277 (21): 18266—71. PMID 11884415. doi:10.1074/jbc.M201388200.
- Bermak JC; Li M; Bullock C (2002). „Interaction of gamma-COP with a transport motif in the D1 receptor C-terminus”. Eur. J. Cell Biol. 81 (2): 77—85. PMID 11893085. doi:10.1078/0171-9335-00222.
- Kanzaki M; Watson RT; Hou JC (2003). „Small GTP-binding protein TC10 differentially regulates two distinct populations of filamentous actin in 3T3L1 adipocytes”. Mol. Biol. Cell. 13 (7): 2334—46. PMC 117317 . PMID 12134073. doi:10.1091/mbc.01-10-0490.
- Xu Y, Martin S, James DE, Hong W (2003). „GS15 forms a SNARE complex with syntaxin 5, GS28, and Ykt6 and is implicated in traffic in the early cisternae of the Golgi apparatus”. Mol. Biol. Cell. 13 (10): 3493—507. PMC 129961 . PMID 12388752. doi:10.1091/mbc.E02-01-0004.
- Strausberg RL; Feingold EA; Grouse LH (2003). „Generation and initial analysis of more than 15,000 full-length human and mouse cDNA sequences”. Proc. Natl. Acad. Sci. U.S.A. 99 (26): 16899—903. PMC 139241 . PMID 12477932. doi:10.1073/pnas.242603899.
- Rohde HM; Cheong FY; Konrad G (2004). „The human phosphatidylinositol phosphatase SAC1 interacts with the coatomer I complex”. J. Biol. Chem. 278 (52): 52689—99. PMID 14527956. doi:10.1074/jbc.M307983200.
- Watson PJ; Frigerio G; Collins BM (2004). „Gamma-COP appendage domain - structure and function”. Traffic. 5 (2): 79—88. PMID 14690497. doi:10.1111/j.1600-0854.2004.00158.x.
- Ota T; Suzuki Y; Nishikawa T (2004). „Complete sequencing and characterization of 21,243 full-length human cDNAs”. Nat. Genet. 36 (1): 40—5. PMID 14702039. doi:10.1038/ng1285.
- Gerhard DS; Wagner L; Feingold EA (2004). „The status, quality, and expansion of the NIH full-length cDNA project: the Mammalian Gene Collection (MGC)”. Genome Res. 14 (10B): 2121—7. PMC 528928 . PMID 15489334. doi:10.1101/gr.2596504.
- Ewing RM; Chu P; Elisma F (2007). „Large-scale mapping of human protein-protein interactions by mass spectrometry”. Mol. Syst. Biol. 3 (1): 89. PMC 1847948 . PMID 17353931. doi:10.1038/msb4100134.